# Municipio de Vellinge
El municipio de Vellinge (en sueco: Vellinge kommun) es un municipio de Escania, la provincia más austral de Suecia. Su sede se encuentra en la ciudad de Vellinge. En 1974, los municipios de Räng, Vellinge y Månstorp (creados mediante la fusión de unidades aún más pequeñas en 1952) se fusionaron con la antigua ciudad de Skanör med Falsterbo para formar un nuevo municipio de Vellinge.

## Localidades
Hay 8 áreas urbanas (tätort) en el municipio:
| # | Tätort                 | Población |
| - | ---------------------- | --------- |
| 1 | Höllviken y Ljunghusen | 15,418    |
| 2 | Skanör med Falsterbo   | 7,451     |
| 3 | Vellinge               | 6,713     |
| 4 | Hököpinge              | 1,327     |
| 5 | Västra Ingelstad       | 878       |
| 6 | Östra Grevie           | 771       |
| 7 | Gessie villastad       | 533       |
| 8 | Arrie                  | 213       |

Todas las áreas urbanas se caracterizan mejor por ser suburbios ricos del Gran Malmö. Skanör-Falsterbo fue una importante ciudad medieval.

## Ciudades hermanas
Vellinge está hermanado o tiene tratado de amistad con:
- Dragørs
- Grimmen